# Ropica sparsepuncticollis
Ropica sparsepuncticollis là một loài bọ cánh cứng trong họ Cerambycidae.